# Thomas Schattenberg
Thomas Schattenberg (* um 1580 in Flensburg; † nach 1622) war ein deutscher Organist.

## Leben
Thomas Schattenberg hatte einen gleichnamigen Vater, der in Hildesheim geboren wurde und am 14. Mai 1604 in Flensburg starb. Er wirkte ab 1571 als Rektor an der Flensburger Lateinschule, ab 1585 als Pastor an der Marienkirche und ab 1593 dort auch als Propst. Seine Mutter Marine (Maria) (* in Swelund; † im Dezember 1618 in Flensburg) war eine Tochter des Flensburger Kaufmanns Thomas Swelund, der 1575 starb.
Schattenbergs Leben ist nur in kleinen Teilen dokumentiert. Von Mai 1601 bis August 1602 lebte er aufgrund seiner musikalischen Ausbildung in Hamburg. Ende Juli 1604 zog er von Flensburg nach Kopenhagen. Kurze Zeit später erhielt er dort eine Stelle als Organist an der St.-Nikolai-Kirche. Er hatte zwei Brüder, die ebenfalls nach Kopenhagen zogen. Bekannt ist darüber hinaus noch, dass er 1620 und 1622 zwei Werke herausgab. Außerdem ist ein Vermerk im Rechnungsbuch der Kopenhagener Domschule für das Jahr 1622/23 dokumentiert, gemäß dem er eine Zahlung erhielt.
Schattenbergs Todeszeitpunkt ist unbekannt. 1634 erhielt die St.-Nikolai-Kirche einen neuen Organist. Da der Turm der Kirche jedoch 1628 einstürzte und die Orgel dabei zerstörte, hatte die Gemeinde ggf. für mehrere Jahre keinen Organisten.

## Werke
Schattenberg ließ 1620 eine Kollektion vierstimmiger Motetten drucken. Diese trug den Titel „Jubilus S. Bernhardi de Nomine Jesu Christi... Id est Cantiones sacrae“. 1622 kam das Sammelwerk „Flores Amoris. Das ist Schöne Liebliche und Fröliche Liedlein von Ehrlicher Liebe“ heraus, das dreistimmige Madrigale enthielt. Es handelte sich um weltliche Lieder, von denen nur zwei Stimmen teilweise erhalten sind. In den Motetten zeigte sich Schattenberg als eifriger und geschmackvoller Komponist. Er kannte den zeitgenössischen Stil und konnte auch mit neueren Stilrichtungen umgehen. Heute gelten die Werke als Dokumente für die musikalische Kultur des Bürgertums zur Zeit der Renaissance.